# Parafia Najświętszego Serca Pana Jezusa w Słotwinie
Parafia Najświętszego Serca Pana Jezusa w Słotwinie – parafia rzymskokatolicka w Słotwinie, należąca do dekanatu Radziechowy, diecezji bielsko-żywieckiej.
W 2006 w Słotwinie przy nowo wybudowanym kościele powstał ośrodek duszpasterski, przekształcony w 2008 w samodzielną parafię.